# Rolls-Royce Silver Spirit
De Rolls-Royce Silver Spirit is een automodel van de Britse luxewagenbouwer Rolls-Royce. Het model kwam in 1980 op de markt.

## Geschiedenis
De Silver Spirit luidde een nieuwe generatie van Rolls-Royce in na de overname van het merk door het Vickers- concern. Het model vormde de basis voor de Silver Spur, de Flying Spur, de nieuwe Silver Dawn, de Park Ward en de Touring Limousine. Bij zustermerk Bentley was de Silver Spirit de basis van de Mulsanne en de Eight.
De Silver Spirit nam zelf de basis en de motor van zijn voorganger, de Silver Shadow, over. Samen met de Silver Spirit werd ook de Silver Spur gelanceerd. Dit was in feite dezelfde auto maar met verlengde wielbasis.
De Silver Spirit had verder een om veiligheidsoverwegingen intrekbare Spirit of Ecstasy, het figuurtje boven op het radiatorrooster. De auto was ook ontworpen om de wereldwijd steeds strenger wordende milieueisen tegemoet te komen.
In 1989 werden de Silver Spirit II en tegelijkertijd ook de Silver Spur II geïntroduceerd op het autosalon van Frankfurt. Het nieuwe model kreeg een nieuwe wielophanging als belangrijkste wijziging. Silver Spur II-eigenaars hadden 254 mm extra ruimte achterin en dit model werd vergezeld door de Silver Spur II Touring Limousine die nog langer was. Vanaf 1991 heette die laatste gewoon Touring Limousine. Deze Touring Limousine moest het productie-einde van de Phantom VI opvangen. Aan de SS-II was ook een intensieve ergonomische studie voorafgegaan.
Een verbeterde V8-motor was dan weer de reden voor de introductie van de Silver Spirit/Spur III in 1993. Ook nieuw waren de standaard airbags voor bestuurder en voorpassagier en de onafhankelijk verstelbare achterzetels. In de hoofdsteunen van de voorzetels werden een cassettespeler en beeldschermpje ingebouwd. Voor de Touring Limousine kon de klant nog veel meer van dat soort extra's bijbestellen. Ten slotte kreeg de III ook een derde stoplicht.
In 1994 en 1995 werd tevens de Flying Spur gebouwd; een Silver Spur III met turbolader en vier-versnellingsbak. Deze gelimiteerde serie was destijds de krachtigste Rolls-Royce ooit gebouwd en ook de eerste met zo'n turbolader.
In 1994 werd de vierde generatie op de Amerikaanse markt geïntroduceerd als de nieuwe Silver Dawn. Een jaar later kwam dan de Silver Spirit/Spur IV uit. Even later werd de naam Silver Spirit vervangen door Park Ward. Vanaf 1997 hadden alle modellen standaard de verlengde wielbasis en waren de limousines er enkel met extra lange wielbasis. Een turbolader was vanaf dan ook op alle versies te verkrijgen. De introductie van de Silver Seraph op de Autosalon van Genève in 1998 markeerde het einde van de gehele lijn.

## Silver Spur I Centenary
In 1985 vierde men het honderdjarige bestaan van de automobiel in Groot-Brittannië. Tevens was dit het jaar waarin Rolls-Royce zijn 100.000e wagen produceerde, Bentleys inbegrepen. Het merk had er 81 jaar over gedaan om dit aantal te bereiken. Voor die gelegenheid werd een gelimiteerde serie van 25 identieke Silver Spur Centenarys gebouwd.

## Technisch
De Silver Spirit nam zijn 6750 cc V8 over van zijn voorganger. Deze motor werd gevoed door twee carburateurs. Exportmodellen voor Japan en Noord-Amerika kregen een brandstofinjectiesysteem van Bosch die vanaf 1986 standaard werd op alle exemplaren. De motor was verder gekoppeld aan een General Motors-drieversnellingsbak. De Silver Spirit was uitgerust met Hypoid-Bevel, gas-schokdempers, onafhankelijke wielophanging met spiraalveren voor en achter, een hydropneumatische ophanging achteraan, geventileerde schijfremmen achteraan en vanaf 1986 met ABS in Europa en het Midden-Oosten. Vanaf de vierde generatie kreeg de auto een vierversnellingsbak, ook van General Motors, en vanaf 1997 hadden de Silver Spur IV en de Park Ward een turbolader. De topsnelheden lagen vanaf 1997 rond 214-225 km/u.

## Wielbases
- Silver Spirit I-IV: 3061 mm (tot 1997)
- Silver Spur I-IV; I Centenary; Flying Spur: 3161 mm
- Touring Limousine: 3772 mm

## Versies
- 8129 Silver Spirit I
- 6238 Silver Spur I
- 26 Silver Spur I Centenary (1985)
- 1 Silver Spur I Limousine extended 356 mm (1984)
- 16 Silver Spur I Limousine extended 914 mm (1982-1988)
- 84 Silver Spur I Limousine extended 1067 mm (1984-1988)
- Totaal I: 14.484
- 1152 Silver Spirit II
- 1658 Silver Spur II
- Totaal II: 2810
- 211 Silver Spirit III
- 430 Silver Spur III en Touring Limousine
- Totaal III: 641
- 122 Silver Spirit IV (1995)
- 507 Silver Spur IV en Touring Limousine (vanaf 1995)
- 134 Flying Spur (tot 1995)
- 237 Silver Dawn
- 44 Park Ward I
- Totaal IV: 1044